# Jean-Baptiste Jadin
Jean-Baptiste Jadin (* 9. September 1744 in Namür; † um 1790 in Paris) war ein aus den habsburgischen Niederlanden (dem heutigen Belgien) stammender Violinist und Komponist.
Jean-Baptiste Jadin hatte wie seine Brüder François und Georges Jadin eine Anstellung als Musiker an der Kathedrale von Namür, gleichzeitig waren sie Mitglieder im bischöflichen Kammerensemble. Um 1763 war er für kurze Zeit Mitglied der Hofkapelle des Statthalters der habsburgischen Niederlande, Prinz Karl Alexander von Lothringen. Jean-Baptiste Jadin war ab etwa 1765 in der Hofkapelle von Versailles sowie als Klavier und Geigenlehrer tätig.
Zwei seiner Kinder, Louis Emmanuel Jadin und Hyacinthe Jadin, wurden bekannte Komponisten und Interpreten.

## Werke (Auswahl)
Alle fünf von Jadin komponierten Sammlungen wurden in Brüssel gedruckt
- 6 Streichquartette op. 1 (Brüssel, 1777)
- 6 Sinfonien op. 4 (Brüssel, 1778)
- 6 Trios für 2 Violinen und Cello op. 5 (Brüssel, 1778)